# Alberto Zaccheroni
Alberto Zaccheroni (* 1. duben 1953) je italský fotbalový trenér. V současné době trénuje reprezentaci Japonska.

## Úspěchy

### Trenérské
AC Milan
- 1× vítěz italské ligy (1998/99)

Japonsko
- 1× vítěz MA (2011 - zlato)
- 1× vítěz Poháru východní Asie (2013 - zlato)